# Terminator (astronomi)
|  | Denne artikel vedrører det astronomiske begreb. For artiklen om filmen af samme navn, se Terminator |
Terminatoren (latin: afgrænser) er i astronomi og meteorologi en fiktiv linje, som på et belyst himmellegeme adskiller den oplyste dagside fra den mørke natteside. Den kendes også som separatoren, dag-nat-linjen og tusmørkezonen.
Terminatoren er defineret som det geometriske sted for de punkter på et himmellegeme (typisk en måne eller planet), hvortil linjen fra en lyskilde (stjerne) er tangent. Er referencerammen et roterende legeme (som en planet), flytter terminatoren sig over dens overflade og får lyskilden til at "stå op" på den ene side og "gå ned" på den modsatte side.
Beliggenheden af denne skillelinje i relation til en betragter udefra frembringer himmellegemets faser, som er de synlige lyslegemer, som betragteren oplever, især måske faserne den fulde skive og halvfasen (dichotomien, (fra græsk: dĭchŏtŏmos "Delt i to halvdele" fra dicha "todelt, adskilt" og tome "snit").
Terminator og fase måles som en fasevinkel.
Undersøgelse af terminatoren kan bidrage til viden om himmellegemets egenskaber. For eksempel vil en uskarp og diffus terminatorlinje indikere tilstedeværelse af en atmosfære. Selv om terminatoren er et universelt fænomen, har den astronomisk set kun haft betydning lokalt i solsystemet, da observation af andre stjerners planeter og måner hidtil ikke har kunnet vise tilstrækkelige detaljer.

## Optisk grundlag
Når et legeme oplyses af en lyskilde, ligger alle de dele af legemet, som set fra lyskilden ligger på dets "bagside", i skygge. Denne bagside bliver ved betragtning fastlagt ved en todimensional projektion, som astronomer, hvis undersøgelsesobjekter fortrinsvis er kugleformede, kalder skiven. Yderlinjen af denne projektion er en storcirkel, og det er terminatoren (i geometrisk optik oftest kaldet separatoren). Set fra et andet sted end fra lyskilden viser den sig som en linje på overfladen, som skiller lys og skygge (dag og nat).
På det belyste legemes overflade viser terminatoren, hvor lyskilden kan ses og hvor den ikke kan, altså om der er dagslys eller mørke. For en lokal betragter på et roterende legeme går terminatoren – i almindelighed – to gange gennem hans position for hver omdrejning. Befinder betragteren sig lige på terminatorlinjen, ses lyskilden gå op eller ned, dvs. at den passerer horisonten, enten på vej op fra den eller på vej ned under den.

## Fasevinkel Φ
Fasevinklen er vinklen mellem lyskilden (som i solsystemet jo er Solen) og betragteren, målt på det belyste legeme. Den ligger ved sigtelinjen fra betragteren til himmellegemet som modstående vinkel til elongationsvinklen og er derfor den elongation, under hvilken betragteren ses fra det belyste legeme. Fasevinklen Φ er bestemt ved:
{\displaystyle \Phi ={\frac {r^{2}+\Delta ^{2}-R^{2}}{2\cdot r\cdot \Delta }}} 
hvor:
R: Afstand fra lyskilde til betragter
r: Afstand fra lyskilde til legeme
Δ: Afstand fra betragter til legeme
Fasevinklen er en sfærisk vinkel og måles i solsystemet ikke ved ekliptika (det plan, hvori forbindelseslinjen mellem betragteren og Solen ligger), fordi den ekliptiske breddegrad ved nære objekter (som f.eks. satellitter) har en afgørende indflydelse på terminatorens beliggenhed. Eftersom fasevinklen er en sfærisk vinkel, ville den kun være 0° henholdsvis 180°, hvis de tre indgående objekter lå nøjagtigt på linje. Da dette imidlertid næppe forekommer, antager vinklen kun minimums-/maksimumsværdi i nærheden af disse to værdier.
Både terminator og fase angives ved fasevinklen, men fasen kan også angives i procent som den andel af skiven, der er belyst.

## Faser
- Hvis fasevinklen er minimal, så lyskilde og betragter set fra det belyste legeme ses i samme retning (dvs. at betragteren indtager opposition), ser betragteren kun legemets dagside, og terminatoren ligger på randen af dettes synlige skive. Denne fase betegnes som værende fuld .
- Ved en fasevinkel på 90° (retvinkel) ser betragteren lige på terminatoren, hvorved denne ser lige ud. Skiven deles i en halvkredsformet dagside og en modsvarende natside. I astronomien kaldes dette, at det belyste himmellegeme er i halvfase eller dichotomi. Bemærk, at dette er ikke er det samme som den situation, hvor elongationen for betragteren er 90°. Dette kaldes kvadratur og er astronomisk uden særlig betydning.
- Er fasevinklen maksimal (så betragteren ser en konjunktion) betegnes fasen i Månens tilfælde – og stort set kun der – som "ny". Elongationen hos betragteren er nul, hvorfor dette punkt i astronomien danner udgangspunkt for beregning af synodiske perioder.
- Mellem disse positioner har terminatoren form som en halvellipse og udviser den seglform, som kendes fra Månen.

Disse faser skifter i en regelmæssig cyklus, som er afhængig af den stilling som himmellegemet, lyskilden og betragteren indtager, udtrykt i den synodiske periode.
Da fasevinklen aldrig bliver nøjagtigt 0°, betyder det, at et belyst himmellegeme aldrig ses belyst på hele overfladen, dvs. at skiven ikke bliver "helt fuld".

## Himmelmekanik
Såfremt himmellegemets rotationsakse står vinkelret på omløbsbanen, dvs. med en inklination på nul, vil terminatoren altid gå gennem begge dets poler, og dag og nat være lige lange på alle breddegrader.
Når rotationsaksen hælder i forhold til kredsløbet, ændres længden af den tid, hvor det er henholdsvis "dag" og "nat". Jo længere et punkt er fra legemets ækvator, desto større er denne forskel i løbet af et baneomløb. Der kan derfor, som det er tilfældet for Jorden, findes områder, hvor lyskilden for hvert omløb kun går op eller ned en gang. Grænsen herfor definerer polarkredsene.

## Terminatoren på Jorden
På Jorden er terminatoren en cirkulær linje med en diameter, som næsten har samme diameter som Jorden. Bortset fra polaregnene passerer terminatoren hver dag ethvert punkt på Jordens overflade to gange: Ved solopgang og solnedgang.
De to tidsrum, hvor Solen lige netop endnu ikke – eller lige netop ikke længere – kan ses, men hvor det ikke er helt mørkt, betegnes som henholdsvis morgengry (latin: aurora) og tusmørke. De forekommer, fordi Jordens terminator er en uskarp linje på grund af lysets brydning i atmosfæren. Jordens terminator har en "linjebredde" på nogle hundrede kilometer.
Den ene halvdel af Jorden er oplyst på ethvert tidspunkt, men terminatorlinjens beliggenhed varierer efter tidspunktet på dagen på grund af Jordens rotation omkring sin akse og dens kredsløb om Solen. Årstiderne har en dramatisk betydning for terminatorens beliggenhed.
Terminatoren har den største vinkel til jordens akse ved solhverv, dvs. omkring 21. juni og 21. december. Her er vinklen til aksen omkring 23,5 grader. Ved jævndøgn (omkring 21. marts og 21. september), hælder Jorden ikke i forhold til Solen, så terminatorlinjen er parallel med jordaksen og med længdegraderne.
Bortset fra rejser nær Jordens poler var Concorde og Tupolev Tu-144 de eneste passagerfly, som kunne overhale terminatoren. På visse transatlantiske afgange med afgang fra lufthavnene Heathrow eller Paris var det muligt at lette om natten og indhente solopgangen. Fra cockpittet sås solen derved stå op i vest.
Radioamatører udnytter særlige betingelser ved terminatoren til at etablere kontakt over lang afstand. Under gode forhold kan radiobølger følge terminatoren og nå antipoden.

## Terminatoren på Månen
Set fra Jorden ses terminatorens vandring på Månen meget tydeligt, da den giver anledning til Månens faser. Den del af overfladen, som vender væk fra Solen og altså er i skygge, er næppe synlig, omend toppen af nogle kratere på terminatorlinjens skyggeside stadig bliver belyst og hæver sig som lyse pletter fra den ubelyste måneoverflade. På grund af jordatmosfærens refleksion (jordskin) bliver den jordvendte skyggeside af Månen imidlertid ikke helt mørk.
Som nævnt bliver en fasevinkel ikke nøjagtigt 0°, hvilket for Månen betyder, at den ved fuldmåne ikke er helt "fuld" (en typisk værdi ligger omkring 99,96 %), og kun ved lille ekliptisk bredde (altså ved måneformørkelser) når den sin maksimale belysning. Da kan den imidlertid ikke ses, fordi den er formørket. Også den modsatte situation, hvor det (teoretisk) synlige, ekstremt smalle segl på Nymånen skulle kunne ses, unddrager sig betragtning, fordi Månen på dette tidspunkt står på daghimlen.
På Månen findes der stort set ingen atmosfære, så terminatoren er skarp og tusmørke skulle ikke optræde: Når Solen går ned, skulle det blive mørkt meget brat. Men på grund af Månens langsomme rotation optræder tusmørke alligevel, fordi en solnedgang på Månen varer adskillige timer.